# Margrete Robsahm
Margrete Robsahm, född 3 februari 1942, är en norsk skådespelare, filmregissör, manusförfattare och scripta.
Robsahm är mor till skådespelaren, regissören och producenten Thomas Robsahm och skådespelaren Nini Bull Robsahm.
Robsahm debuterade som skådespelare i Nils-Reinhardt Christensens Strandhugg (1961), där hon spelade en av huvudrollerna som Line. Därefter spelade hon i flera italienska filmer. År 1973 spelade hon en av huvudrollerna i Fem dygn med Viveca. Under 1970-talet verkade hon både som skådespelare och scripta.
År 1988 skrev hon manus till samt regisserade filmen Begynnelsen på en historie.

## Filmografi
Skådespelare
- 1961 – Strandhugg
- 1962 – Il mantenuto
- 1962 – Diciottenni al sole
- 1963 – Spiken i botten
- 1964 – Danza macabra
- 1964 – Oltraggio al pudore
- 1973 – Fem dygn med Viveca
- 1976 – Lasse & Geir

Scripta
- 1974 – Kimen
- 1976 – Lasse & Geir
- 1976 – Resan till julstjärnan
- 1978 – Operation Cobra

Regi
- 1988 – Begynnelsen på en historie

Manus
- 1988 – Begynnelsen på en historie